# يوجين سيمز
يوجين سيمز (بالإنجليزية: Eugene Sims) هو لاعب كرة قدم أمريكية أمريكي، ولد في 16 مارس 1986 في مايز في الولايات المتحدة.

## وصلات خارجية
- يوجين سيمز على موقع مرجع كرة القدم المحترفة.كوم (الإنجليزية)